# USS Hawes (FFG-53)
USS Hawes (FFG-53) — фрегат типу «Олівер Газард Перрі», що знаходився на службі ВМС США у 1985—2010 роках. Судно назване на честь контр-адмірала Річарда Говса, двічі нагородженого орським хрестом

## Служба
12 жовтня 2000 року USS Hawes разом з Дональдом USS Donald Cook брав участь в операції з надання ремонтно-логістичної підтримки USS Cole, незабаром після терористичної атаки в Адені, Ємен.
У 2009 році брав участь в антинаркотичній операції в Карибському регіоні. 7 жовтня 2009 завдяки діям судна було захоплено 200 бочок кокаїну.
10 грудня 2010 року USS Hawes (FFG-53) було списане.